# Messor angularis

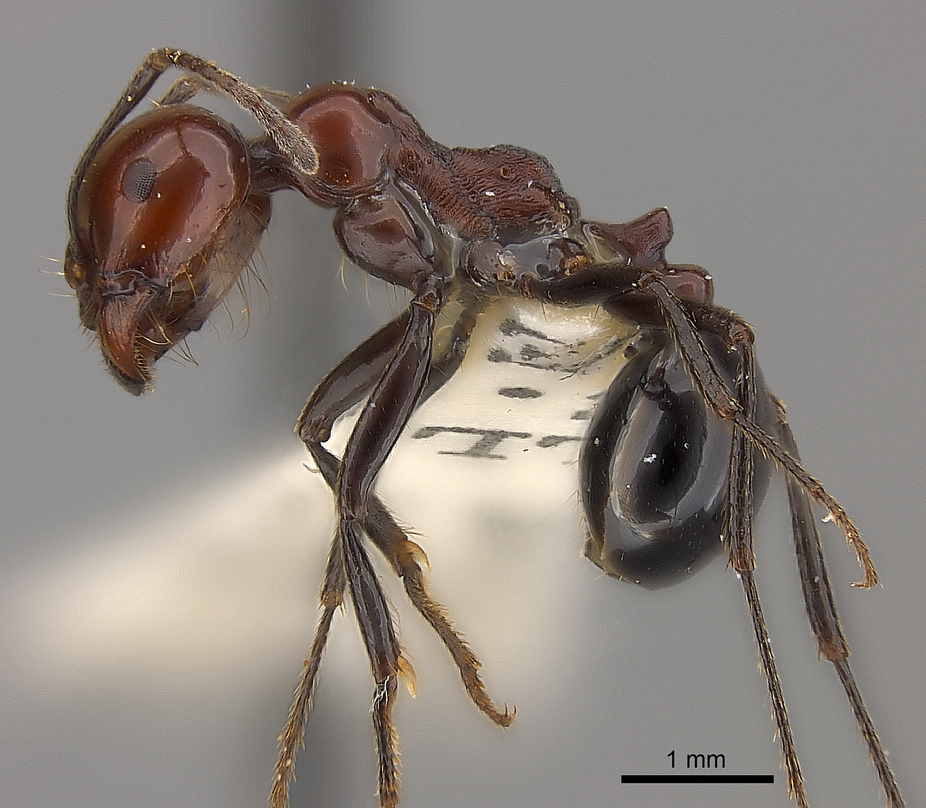
Messor angularis

Messor angularis är en myrart som beskrevs av Santschi 1928. Messor angularis ingår i släktet Messor och familjen myror. Inga underarter finns listade i Catalogue of Life.